# Kingsbarns
Kingsbarns ist eine Ortschaft in der schottischen Council Area Fife. Sie liegt etwa zehn Kilometer südöstlich von St Andrews wenige hundert Meter von der Nordseeküste entfernt in der Region East Neuk.

## Geschichte
Der Ortsname bedeutet in etwa „Königsscheunen“ und bezieht sich auf die landwirtschaftlichen Gebäude, die sich im Mittelalter am Standort zur Versorgung der königlichen Burgen Crail Castle und Falkland Palace befunden haben. Südöstlich, am Standort des heutigen Randerston Farm House, befand sich bereits im Mittelalter ein Wehrbau.
Die Ortschaft entwickelte sich mit der Einrichtung eines Hafens um das Jahr 1810. Von diesem wurden vornehmlich Getreide und Kartoffeln bis nach Newcastle und London verschifft. Heute sind die Anlagen nicht mehr nutzbar. Die 1822 errichtete Grundschule ist die älteste noch in Benutzung befindliche in Fife.
Im Jahre 1961 lebten in Kingsbarns 226 Personen. Bis in das Jahr 2001 war die Einwohnerzahl auf 400 angewachsen.

## Verkehr
Durch Kingsbarns verläuft die A917, welche die Küstenorte zwischen St Andrews und Upper Largo an das Fernstraßennetz anbindet.  Im Jahre 1863 erhielt Kingsbarns einen eigenen Bahnhof entlang der Fife Coast Railway. Die Strecke wurde jedoch 1965 aufgelassen.